# Vasalemma (obec)
Obec Vasalemma (estonsky Vasalemma vald) je bývalá samosprávná jednotka estonského kraje Harjumaa, zahrnující městečko Vasalemma a několik okolních sídel. V roce 2017 byla začleněna do obce Lääne-Harju.

## Pamětihodnosti
V katastru vesnice Lemmaru se nachází zámecký komplex Vasalemma, podle něhož získalo jméno městečko i celá obec.

## Vojenství
U vesnice Ämari se nachází stejnojmenné vojenské letiště.